# Tutto è bene quel che finisce bene
Tutto è bene quello che finisce bene (All's well, that ends well) è una commedia in cinque atti di William Shakespeare, scritta fra il 1602 e il 1603 e ispirata alla novella di Giovanni Boccaccio Giletta di Narbona.
A volte quest'opera, che ha in sé elementi sia di commedia sia di tragedia, viene catalogata come parte dei problem plays ("drammi problematici").

## Trama
Elena, orfana del famoso medico Gerardo di Narbona, è stata allevata dalla Contessa di Rossiglione e da anni è segretamente innamorata del figlio di lei, Bertram. Quando Bertram lascia la casa natale per recarsi alla corte del re di Francia, Elena rivela alla Contessa l'amore finora celato e ottiene da lei il permesso di seguirlo a Parigi.
Grazie a una pozione lasciatale dal padre, Elena riesce a guarire da grave malattia il re il quale, in cambio del beneficio ricevuto, la dà in moglie a Bertram. Questi, pur non ricambiando il suo amore, obbedisce agli ordini reali ma allorché — istigato dal ribaldo Parolles — parte per la guerra, rende noto a Elena che potrà ritenersi davvero sua moglie soltanto se riuscirà a impadronirsi di un anello che lui non sfila mai dal dito e qualora dimostrerà di aspettare un figlio da lui.
Elena decide così di seguire di nascosto Bertram a Firenze, dove scopre che si è invaghito della locandiera Diana, che però lo respinge. Dopo aver convinto Diana ad accettare un appuntamento con Bertram, Elena si sostituisce a lei e riesce così a scambiare un anello regalatole dal padre con quello di Bertram nonché a fare l'amore con lui. Incinta di Bertam e in possesso del suo anello, Elena riesce quindi nel suo scopo.